# Grandes Roues : Où l'on lave son linge sale en famille (Laitier n°2)
Grandes Roues : Où l'on lave son linge sale en famille (Laitier n°2) (titre original : Big Wheels: A Tale of the Laundry Game (Milkman #2)) est une nouvelle de Stephen King parue en 1985 dans le recueil de nouvelles Brume mais ayant été publiée pour la première fois en 1980 dans l'anthologie New Terrors éditée par Ramsey Campbell.

## Résumé
Deux amis passablement éméchés sont à la recherche d'un garage encore ouvert pour faire passer le contrôle technique à la voiture de l'un d'eux. Cette histoire a plusieurs liens avec Livraisons matinales (Laitier n°1).

## Genèse
Cette nouvelle était à l'origine un passage d'un roman inachevé de Stephen King dont le titre de travail était The Milkman. King a abandonné la rédaction de ce roman mais a réécrit ce passage, ainsi qu'un autre qui constitue la nouvelle Livraisons matinales (Laitier n°1), afin de les transformer en nouvelles pour le recueil Brume.